# Demon Days
| 전문가 평가          | 전문가 평가 |
| 총 점수              | 총 점수     |
| 출처                 | 점수        |
| -------------------- | ----------- |
| 메타크리틱           | 82/100      |
| 평가 점수            |             |
| 출처                 | 점수        |
| AllMusic             | [ 2 ]       |
| Entertainment Weekly | B           |
| The Guardian         | [ 4 ]       |
| Los Angeles Times    | [ 5 ]       |
| Mojo                 | [ 6 ]       |
| NME                  | 8/10        |
| Pitchfork            | 6.9/10      |
| Q                    | [ 9 ]       |
| Rolling Stone        | [ 10 ]      |
| Spin                 | B           |

《Demon Days》는 영국의 버추얼 밴드 고릴라즈의 두 번째 스튜디오 음반이다. 2005년 5월 11일 일본에서, 2005년 5월 23일 영국에서 팔로폰에 의해, 미국에서는 버진 레코드에 의해 처음 발매되었다. 고릴라즈, 데인저 마우스, 제이슨 콕스, 제임스 드링에 의해 프로듀싱된 이 음반에는 데 라 소울, 네네 체리, 마르티나 토플리버드, 루츠 마누바, MF DOOM, 아이크 터너, 퍼시드의 부티 브라운, 숀 라이더, 데니스 호퍼의 기여가 포함되어 있다. 2001년 밴드의 데뷔와 마찬가지로, 《Demon Days》의 발매와 각각의 라이브 공연에는 고릴라즈 웹사이트의 인터랙티브 기능, 총 4개의 애니메이션 뮤직 비디오, 선별된 비디오의 애니메이션을 포함한 다양한 멀티미디어가 수반되었다. 음반과 관련된 거의 모든 비주얼은 그의 디자인 회사 좀비 플레시 이터스에 의해 고릴라즈의 공동 크리에이터 제이미 휼렛에 의해 디자인되었다.
발매와 동시에, 《Demon Days》는 22개국에서 톱 10에 진입하는 데 성공했다. 이 음반은 영국 음반 차트에서 1위, 미국 빌보드 200에서 6위에 올랐고, 이후 영국에서 6번 플래티넘, 미국에서 더블 플래티넘 인증을 받았다. 그들의 데뷔를 능가한 이 음반은 전 세계적으로 8백만 장이 팔렸다. 이 음반은 싱글 〈Feel Good Inc.〉, 〈Dare〉, 〈Dirty Harry〉, 〈Kids with Guns〉, 〈El Mañana〉를 발매했다. 《스핀》은 《Demon Days》를 2005년의 4번째 베스트 음반으로 선정했고, 《모조》는 이 음반을 그들의 연말 리스트에서 18위로 선정하며 이 음반을 "장르 파괴적이고 현대적인 팝의 이정표"라고 환영했다. 《NME》는 이 음반을 10년 중 가장 위대한 음반 100장 중 98위에 올렸고, 《언컷》은 이 음반을 10년 중 가장 위대한 음반 150장 중 75위에 올렸다. 《콤플레스》는 이 음반을 《콤플렉스》 10년의 100대 음반 목록에 포함시켜 43위에 올랐고, 《스핀》은 후에 "1985년~2014년 가장 좋은 음반 300장"에 포함시켰다.

## 배경
제이미 휼렛이 그의 팀과 함께 가능한 고릴라즈 영화의 대본을 작업하는 동안, 데이먼 알반은 블러와 함께 여전히 《Think Tank》를 녹음하고 있었다. 알반이 고릴라즈 영화의 각본과 녹음을 시작할 준비가 되었을 때, 비록 영화의 대본에서 나온 아이디어들이 여전히 사용되었지만, 이 모든 아이디어는 이미 폐기되었다. 그럼에도 불구하고, 이 음반의 영감의 주요 원천은 사실 알반이 베이징에서 몽골로 기차 여행을 떠나면서 그와 그의 파트너, 그리고 여섯 살 난 딸은 "이상하고, 말도 안되고, 잊혀진 중국의 한 부분"이라고 묘사하는 곳을 여행하며 하루를 보냈으며, 알반은 "눈으로 볼 수 있는 한 그것은 기본적으로 죽은 나무였다"고 회상했다. "먼지 그릇, 헐렁한 흙이 빠르게 사막으로 변했습니다. 이 준사막 한가운데에는 완전히 무릎을 꿇고 있는 작은 위성 도시들이 있습니다. 그리고 이 지역은 유럽의 크기입니다. 그리고 아침에 일어나면 머릿속에 악몽이 떠올랐고 파란 하늘과 아름다운 모래가 떠올랐습니다. 지금은 환상적으로 보이지만 아마도 수백만년 전에는 그랬을 겁니다. 그리고 그것은 우리의 일생에 일어날 것입니다."
알반은 MTV 뉴스와의 인터뷰에서 "고릴라즈는 다크 팝을 만든다. 그것은 그들이 항상 성취하기 위해 노력하는 것이다"라고 말했다. "음반 전체가 밤샘하는 이야기를 담고 있지만, 그것은 또한 우화이기도 합니다. 그것은 기본적으로 우리가 살고 있는 세계, 밤의 상태입니다."
휼렛은 두 번째 고릴라즈 음반에 대한 전망에 흥분하며, "같은 과정을 반복하지만, 더 잘하자, 다들 속임수라고 생각했기 때문이죠. 다시 한번 해보면, 더 이상 속임수가 아닙니다. 그리고 만약 효과가 있다면, 우리는 일리가 있다는 것을 증명했습니다. 그리고 즉시, 우리 모두는 신이 났습니다."

## 곡 목록
모든 곡들은 특별한 언급이 없는 한 데이먼 알반과 제이미 휼렛에 의해 작사/작곡하였다.
| #   | 제목                                     | 작사·작곡                                  | 재생 시간 |
| --- | ---------------------------------------- | ------------------------------------------ | --------- |
| 1.  | 〈Intro〉                                | 알반, 휼렛, 돈 하퍼                        | 1:03      |
| 2.  | 〈Last Living Souls〉                    |                                            | 3:10      |
| 3.  | 〈Kids with Guns〉                       | 알반, 휼렛, 브라이언 버턴                  | 3:46      |
| 4.  | 〈O Green World〉                        | 알반, 휼렛, 버턴                           | 4:32      |
| 5.  | 〈Dirty Harry (Feat. 부티 브라운)〉      | 알반, 휼렛, 버턴, 로미 로빈슨              | 3:44      |
| 6.  | 〈Feel Good Inc. (Feat. 데 라 소울)〉    | 알반, 휼렛, 버턴, 다비드 주드 졸리코어     | 3:41      |
| 7.  | 〈El Mañana〉                            |                                            | 3:50      |
| 8.  | 〈Every Planet We Reach Is Dead〉        |                                            | 4:53      |
| 9.  | 〈November Has Come (Feat. MF DOOM)〉    | 알반, 휼렛, 대니얼 두멀레이                | 2:41      |
| 10. | 〈All Alone (Feat. 루츠 마누바)〉        | 알반, 휼렛, 버턴, 로드니 스미스, 사이먼 통 | 3:30      |
| 11. | 〈White Light〉                          |                                            | 2:08      |
| 12. | 〈Dare (Feat. 숀 라이더)〉               | 알반, 휼렛, 버턴, 숀 라이더                | 4:04      |
| 13. | 〈Fire Coming out of the Monkey's Head〉 |                                            | 3:16      |
| 14. | 〈Don't Get Lost in Heaven〉             |                                            | 2:00      |
| 15. | 〈Demon Days〉                           |                                            | 4:29      |

## 인증
| 국가                                                                                         | 인증        | 판매량/출하량 |
| -------------------------------------------------------------------------------------------- | ----------- | ------------- |
| 아르헨티나 (CAPIF)                                                                           | 골드        | 20,000^       |
| 오스트레일리아 (ARIA)                                                                        | 3× 플래티넘 | 210,000^      |
| 오스트리아 (IFPI 오스트리아)                                                                 | 플래티넘    | 30,000*       |
| 캐나다 (뮤직 캐나다)                                                                         | 플래티넘    | 100,000^      |
| 덴마크 (IFPI Danmark)                                                                        | 3× 플래티넘 | 60,000        |
| 프랑스 (SNEP)                                                                                | 플래티넘    | 200,000*      |
| 독일 (BVMI)                                                                                  | 플래티넘    | 200,000       |
| 아일랜드 (IRMA)                                                                              | 5× 플래티넘 | 75,000^       |
| 일본 (RIAJ)                                                                                  | 골드        | 100,000^      |
| 멕시코 (AMPROFON)                                                                            | 골드        | 50,000^       |
| 뉴질랜드 (RMNZ)                                                                              | 3× 플래티넘 | 45,000^       |
| 폴란드 (ZPAV)                                                                                | 플래티넘    | 20,000        |
| 포르투갈 (AFP)                                                                               | 플래티넘    | 20,000^       |
| 러시아 (NFPF)                                                                                | 골드        | 10,000*       |
| 스위스 (IFPI 스위스)                                                                         | 골드        | 20,000^       |
| 영국 (BPI)                                                                                   | 6× 플래티넘 | 1,894,803     |
| 미국 (RIAA)                                                                                  | 2× 플래티넘 | 2,200,000     |
| 요약                                                                                         |             |               |
| 유럽 (IFPI)                                                                                  | 2× 플래티넘 | 2,000,000*    |
| *판매량을 기반으로 한 인증 · ^출하량을 기반으로 한 인증 · 판매량+스트리밍을 기반으로 한 인증 |             |               |